# Anthrax praedicans
Anthrax praedicans är en tvåvingeart som beskrevs av Walker 1859. Anthrax praedicans ingår i släktet Anthrax och familjen svävflugor. Inga underarter finns listade i Catalogue of Life.